# 慶怜
庆怜·亚历山大·莫里亚蒂（英語：Caelan Alexander Moriarty；2001年4月12日—），藝名庆怜（英語：Caelan），日裔美籍歌手、舞者，出生於古巴。為日本男子音樂組合Intersection的前成員，所属经纪公司为愛貝克思。2018年，在INTERSECTION组合正式活跃出道。2021年2月，参加腾讯视频男團选秀節目《创造营2021》，並於4月进入总决赛，最終排名為第12名，而备受瞩目。
庆怜的官方粉丝名“Island”，个人应援色为古巴阳光 。

## 早年经历
庆怜出生于古巴。幼時輾轉在美国弗吉尼亚海滩、西班牙、美国夏威夷州和日本等多个文化中长大。高中时期在东京都内的国际学校上学，當时他与青山威廉、米卡、和马相遇，并组成了男子演唱组合INTERSECTION。

## 演艺经历
2017年，随INTERSECTION發布配信單曲《Starting Over》。同時憑借該曲被評選為Spotify「Early Noise 2018」Spotify期待躍進的歌手。
2018年8月，与青山威廉、米卡、和马，以日美混血4人男子演唱组合INTERSECTION亮相。10月，组合推出组合首张单曲《Heart of Gold》，正式在日本出道。 11月，随INTERSECTION发布第二首单曲《Falling》。
2019年7月，随组合推出单曲《One Step Closer》。8月，组合推出首张同名正式音乐专辑《INTERSECTION》 。12月，组合发布歌曲《You're the Reason》英文版。
2020年6月，组合举办“INTERSECTION Online Fan Meeting World Tour 2020” 。
2021年2月，与2名队友米卡、和马，参加中国腾讯男团选秀节目《创造营2021》，最后获得第12名，无缘成团。在此之前，由于庆怜各项数据均在前11位以内，是否存在被压票的结果引发观众质疑与粉丝维权。
2022年5月13日，愛貝克思發佈新聞稿，宣布Intersection自同年3月31日起无限期停止組合活動，意味著慶怜今後以個人名義繼續演藝活動。

## 音樂作品

### 《創造營2021》表演曲目
| 舞台类型               | 歌曲資料 |
| 初评级舞台             | 《Swim》 - 初評級舞台（組合） - 原唱者：Chase Atlantic - 合作演唱者：米卡、和马                              |
| 第一次公演（小組競演） | 《Radio》 - 原唱者：刘宪华 - 合作演唱者：奥斯卡、周柯宇、尹浩宇、凌箫、谷柳霖                                |
| 官方主題曲舞台         | 《我們一起闖》（中文） 《Chuang To-Gather Go！》（英文） - 原創歌曲 - 合作演唱者：全體學員                   |
| 主题曲二创舞台         | 《Friends》 - 原创歌曲 - 合作演唱者：胡烨韬、力丸、赞多、奥斯卡、尹浩宇、于洋、周柯宇、和马                  |
| 第二次公演（位置测评） | 《爱情鸟》 - 原唱者：林依轮 - 合作演唱者：范臻尔、黄鲲、何懿峻、蒋敦豪                                       |
| 第三次公演（主题考核） | 《卫星XL》 - 原創歌曲 - 合作演唱者：井汲大翔、胡烨韬、荣耀、俞更寅 - 助陣學姐：刘逸云                        |
| 总决赛公演             | 《Be Mine》 - 总决赛最終公演舞台 - 原創歌曲 - 合作演唱者：付思超、利路修、林墨、米卡、吴宇恒、薛八一、张嘉元 |
| 总决赛公演             | 《再一起》 - 个人能力展示舞台（声乐） - 原唱者：余佳运                                                       |

## 影视作品

### 综艺节目
| 播出日期          | 頻道                          | 節目名稱                 | 備註                    |
| 2021年2月－4月    | 騰訊視頻                      | 《創造營2021》           | 參賽者 （最終獲得12名） |
| 2021年11月        | 百視TV                        | 《最好的舞台秋日限定》   |                         |
| 2022年9月         | 騰訊視頻                      | 《桃花塢開放中》         |                         |
| 2023年7月         | 騰訊視頻                      | 《舞台2023》             | 參賽者                  |
| 2024年8月3日-至今 | 芒果TV （页面存档备份，存于） | 《披荆斩棘的哥哥第四季》 | 参赛者                  |